# Kohautia retrorsa
Kohautia retrorsa är en måreväxtart som först beskrevs av Pierre Edmond Boissier, och fick sitt nu gällande namn av Cornelis Eliza Bertus Bremekamp. Kohautia retrorsa ingår i släktet Kohautia och familjen måreväxter. Inga underarter finns listade i Catalogue of Life.